# Mastixis lineata
Mastixis lineata là một loài bướm đêm trong họ Noctuidae.